# Zwartkopblaasmijnmot
De zwartkopblaasmijnmot (Ectoedemia atricollis) is een vlinder uit de familie dwergmineermotten (Nepticulidae). De wetenschappelijke naam is voor het eerst geldig gepubliceerd in 1857 door Stainton.
De soort komt voor in Europa.